# Punta de n’Amer

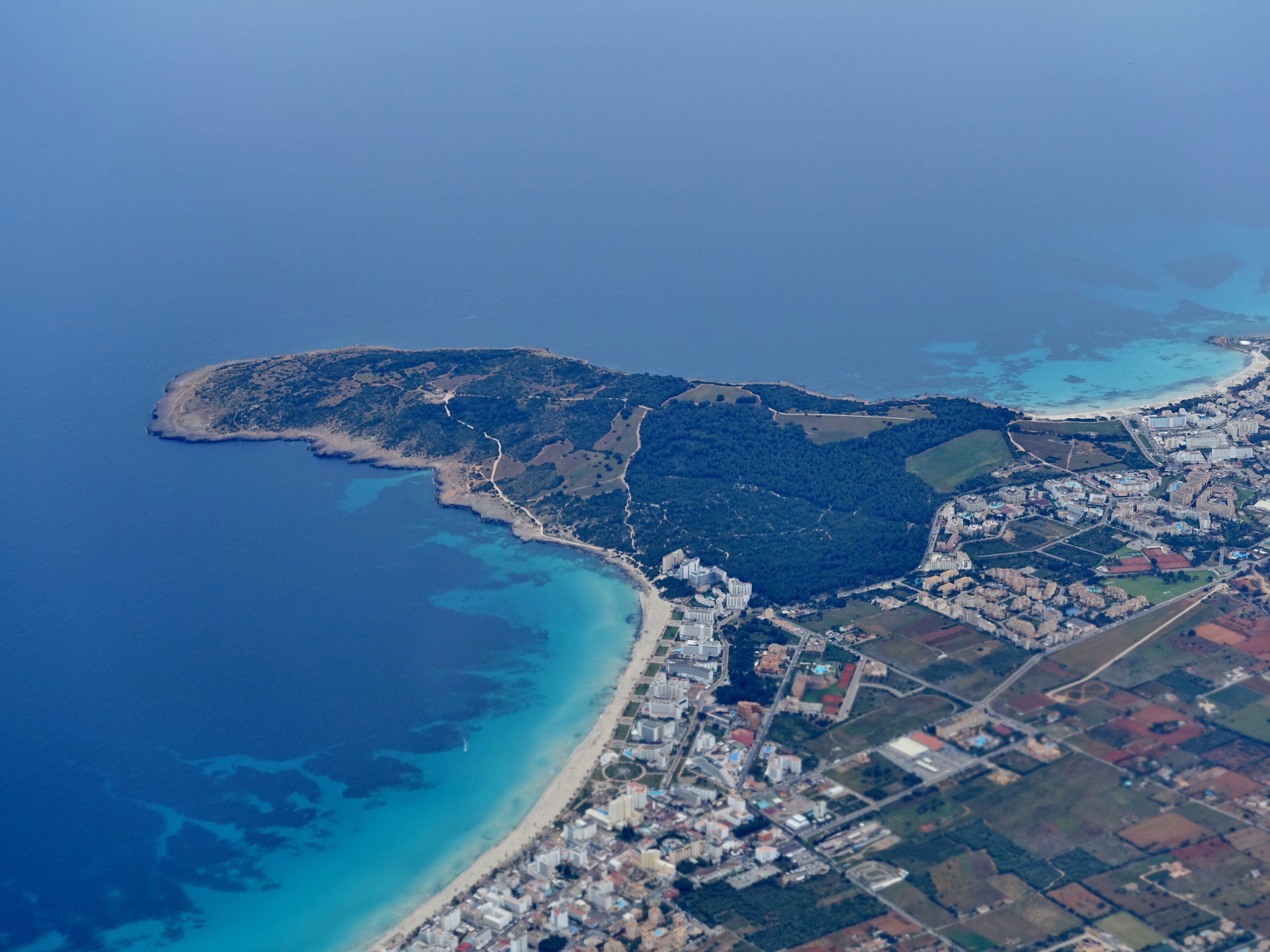
Punta de n’Amer südöstlich des Ortes Cala Millor

Punta de n’Amer ist eine Halbinsel an der Ostküste der spanischen Mittelmeerinsel Mallorca. Sie liegt zwischen den Orten Cala Millor und Sa Coma im Gemeindegebiet von Sant Llorenç des Cardassar in der Region (Comarca) Llevant. Die Halbinsel ist ein Naturschutzgebiet, das einzige der Gemeinde Sant Llorenç des Cardassar.

## Geografische Lage
Punta de n’Amer erstreckt sich an der nördlichen Ostküste Mallorcas etwa zwei Kilometer ostwärts ins Meer. Der höchste Punkt liegt 43 Meter über dem Meeresspiegel (msnm) im westlichen Bereich der Halbinsel. Punta de n’Amer trennt die Cala Nau an der Bucht von Son Servera (Badia de Son Servera, auch Badia d’Artà) im Norden vom Strand Platja de sa Coma an der Cala Moreia im Süden. Die größte Nord-Süd-Ausdehnung zwischen der Cala Nau und dem Kap Clot d’en Rotger an der Südseite beträgt etwa 1250 Meter.

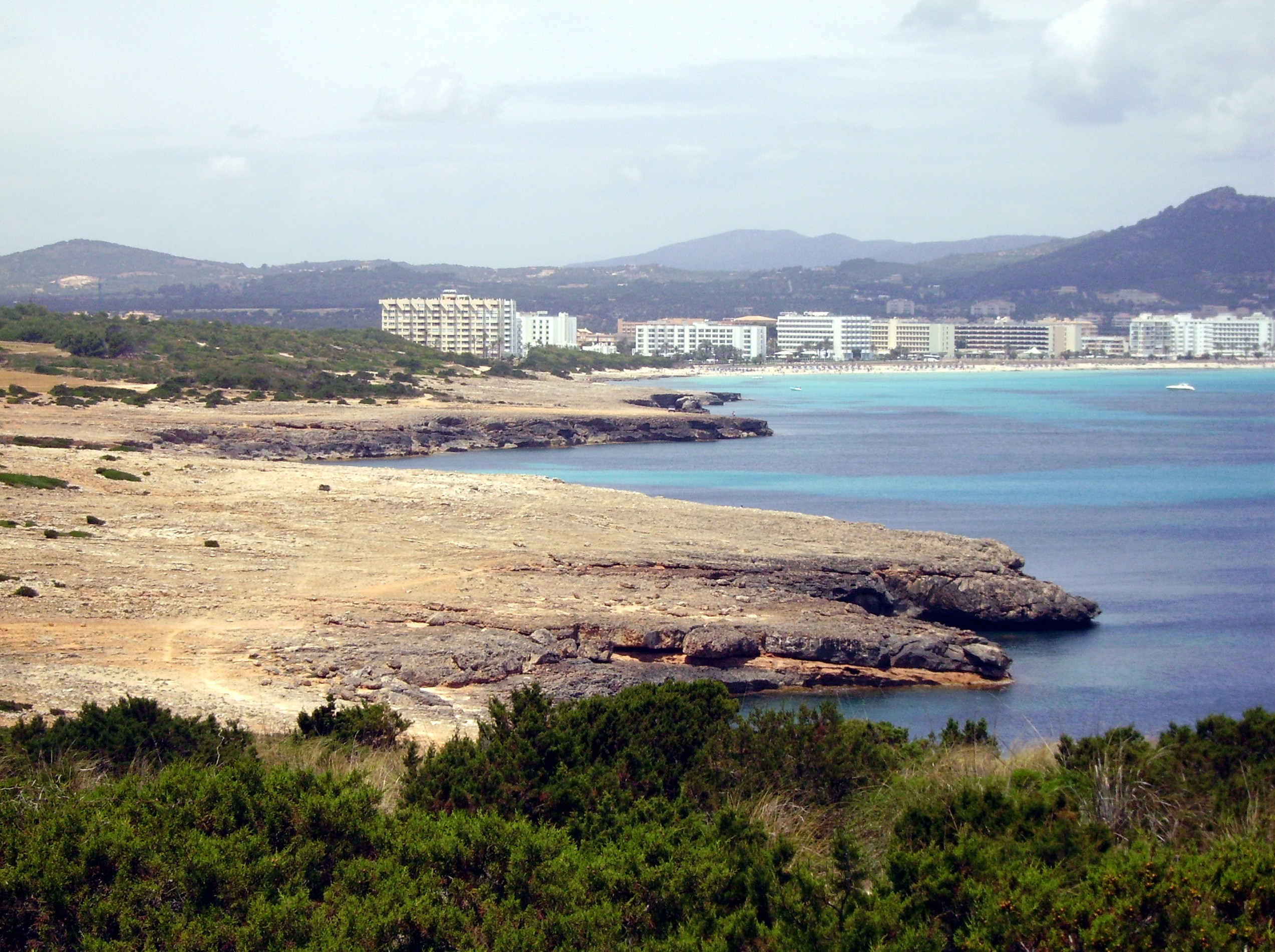
Nordküste der Halbinsel

Der östlichste Punkt der Halbinsel wird als Na Corbana Alta bezeichnet. Er befindet sich etwa in der Mitte zwischen dem nördlicheren Na Jordana Baixa und dem südlichen Sa Punta de ses Crestes, an denen der Küstenverlauf jeweils in Richtung Westen zur Insel hin schwenkt. Den nördlichsten Punkt von Punta de n’Amer bildet die Bucht der Cala Nau, den südlichsten das Kap Sa Proa, das sich östlich vom Kap Clot d’en Rotger Richtung Sa Punta de ses Crestes befindet.

## Beschreibung
Die 199,88 Hektar große Halbinsel, die sich in Privatbesitz befindet, wurde 1985 vom Inselparlament zum Naturschutzgebiet erklärt und am 30. Januar 1991 gemäß dem Naturraumgesetz 1/1991 der Regierung der Balearen (Govern de les Illes Balars) zum „Naturschutzgebiet von besonderem Wert“ („Àrea natural d’especial interès“) vom Typ ANEI bestimmt. Seitdem ist das Bauen dort nicht erlaubt. Heute ist Punta de n’Amer der einzige unbebaute Küstenabschnitt der Gemeinde Sant Llorenç des Cardassar. Die Bebauung der Gemeindeorte Cala Millor und Sa Coma reicht bis an die Grenze des geschützten Gebietes heran. Die Westgrenze des Naturschutzgebietes bildet die Straße Carrer de Baladres, die Cala Millor und Sa Coma verbindet. Im Nordwesten reicht es bis zur Carrer de Castell, im Südwesten bis zur Avinguda de les Palmeres, die „Rancho de Sa Coma“ einschließend.

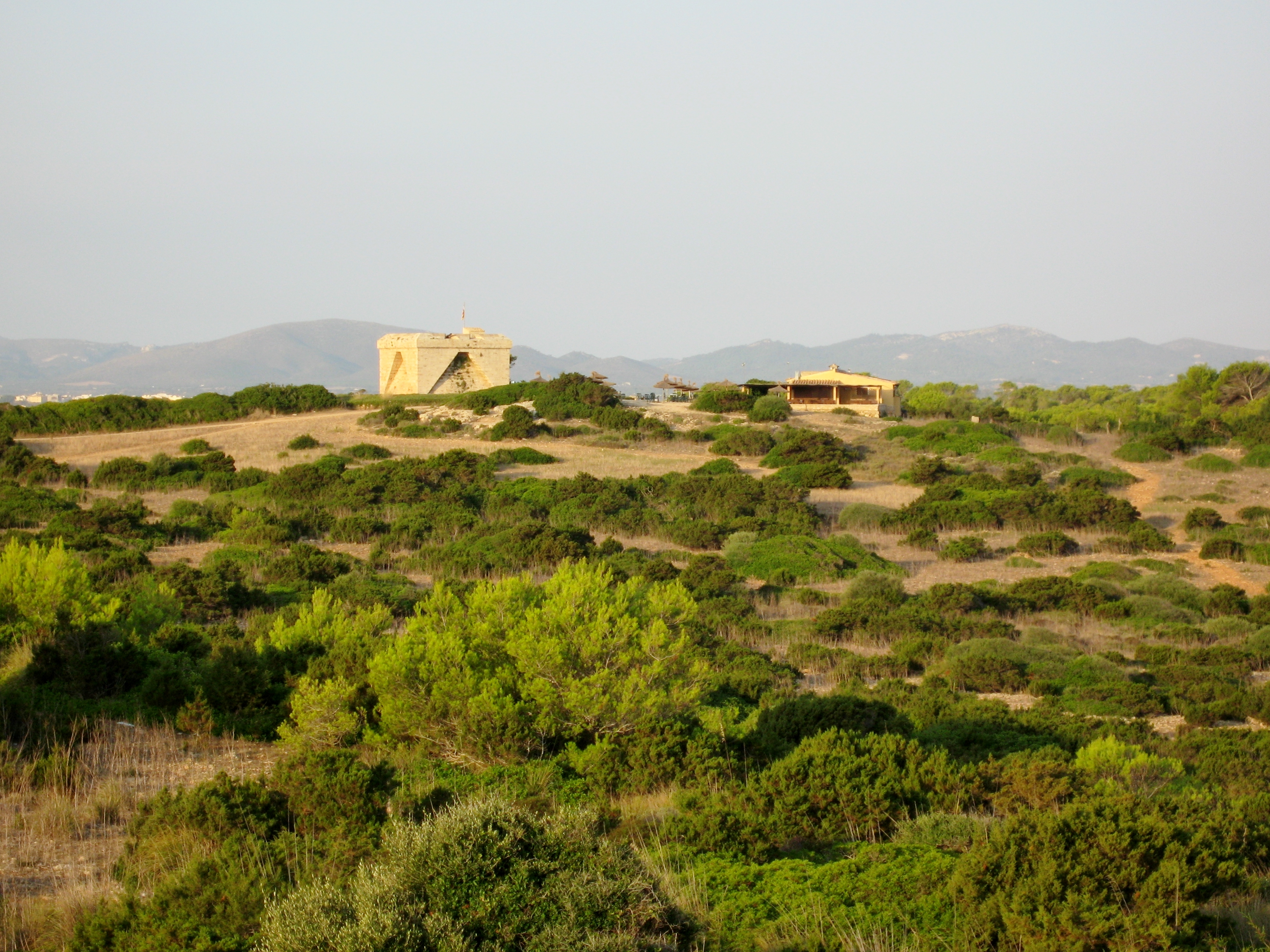
Es Castell auf Punta de n’Amer

Auf Punta de n’Amer wechseln Dünen, Strauch- und Felsheide sowie Kiefernwald einander ab. Hier sind unter anderem noch Reste der ursprünglichen Dünenlandschaft zu sehen, die einst einen Großteil des Bereiches um die nördliche Badia de Son Servera bei Cala Millor umfasste. Die Dünen prägen weite Flächen der felsigen Küstenzone der Halbinsel. Zwischen ihnen wachsen Mastixsträucher (Pistacia lentiscus), Ginster (Genista), Seidelbastgewächse (Thymelaea velutina) und Phönizischer Wacholder (Juniperus phoenicea). Die Wacholderpflanzen halten mit ihrem Wurzelwerk den Sand der Dünen zusammen. Kleinere Gewächse wie die weißen Trichternarzissen (Pancratium maritimum) und der Rosmarin (Rosmarinus officinalis) profitieren davon.

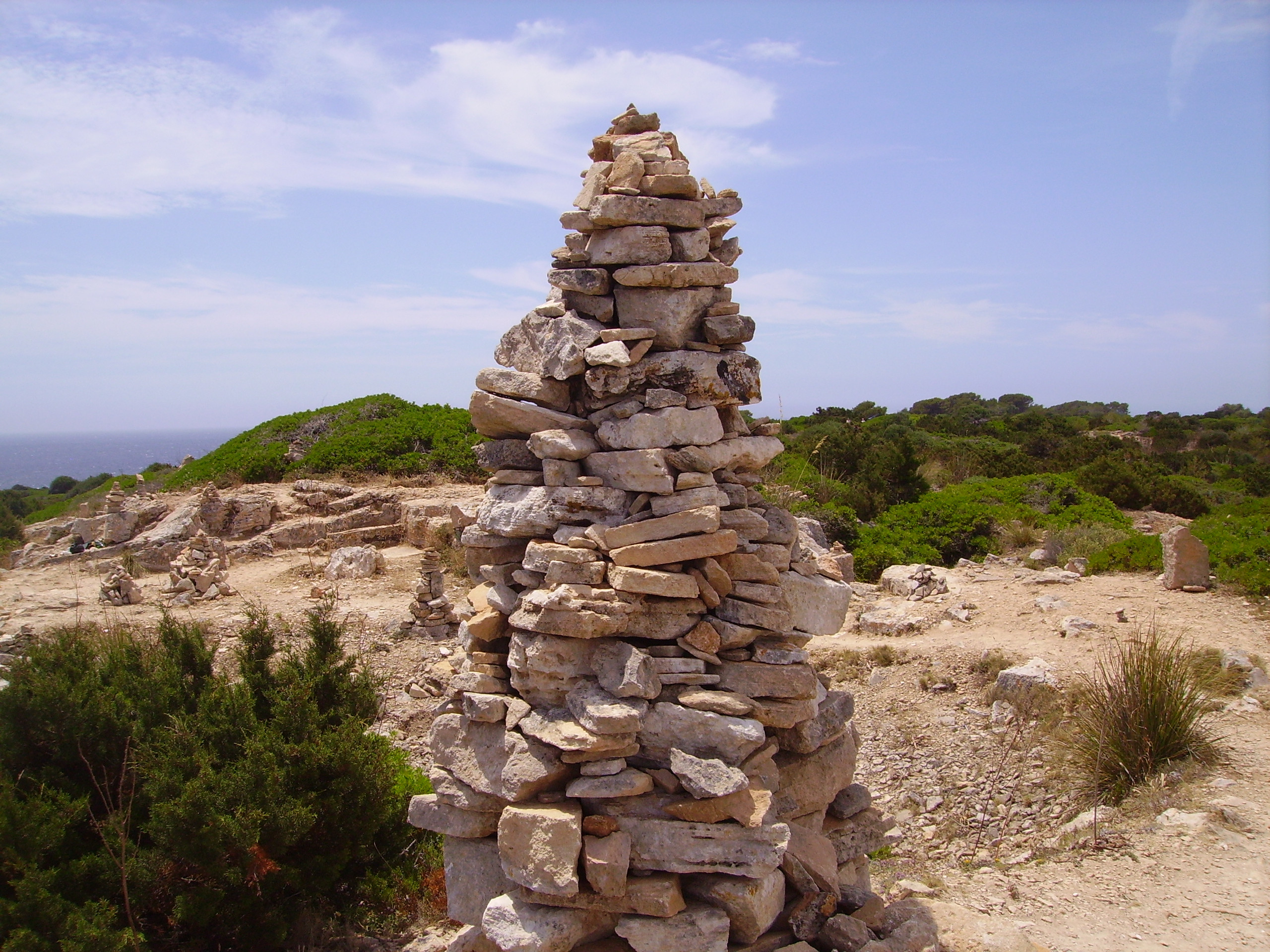
Steinmarkierungen an der Küste

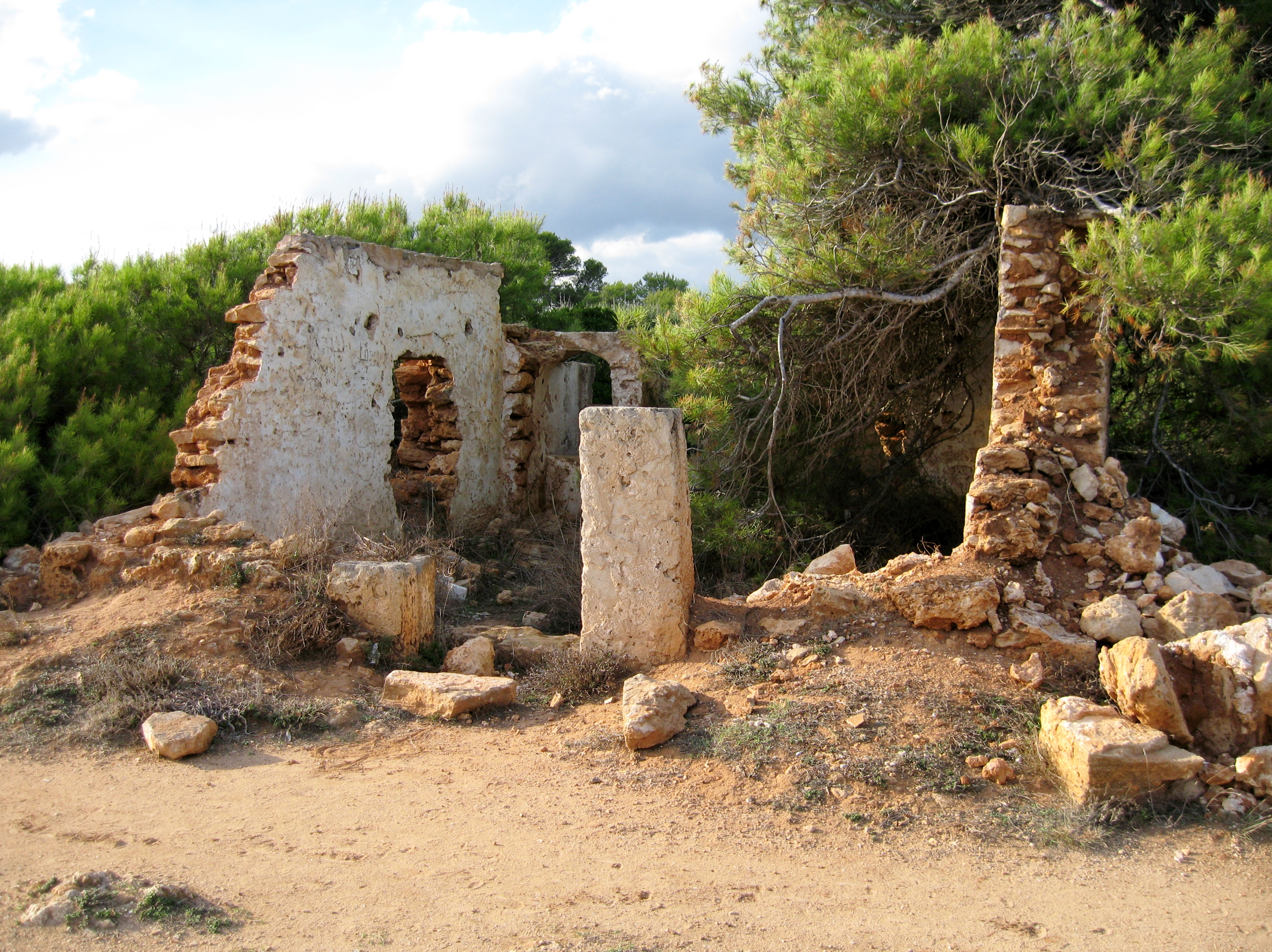
Sa Caseta des Moix

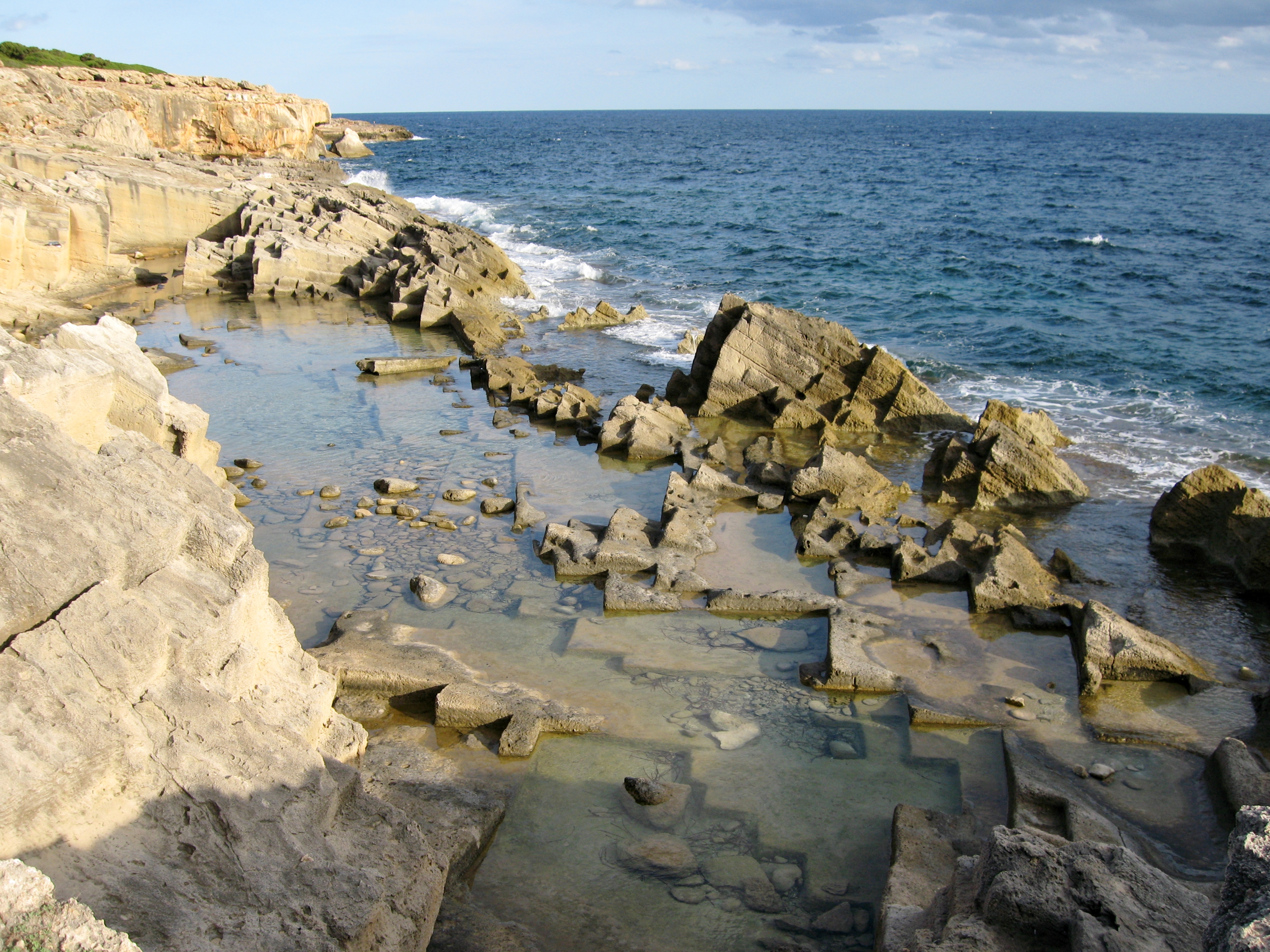
Marès-Steinbruch

Im direkten Küstenbereich, auf den Felsen bis 50 Meter Entfernung vom Meer, wachsen nur wenige niedere Pflanzen, die ohne Erde und mit der salzigen Gischt der Meeresbrandung zurechtkommen. Darunter befinden sich Meerfenchel (Crithmum maritimum), Strandflieder (Limonium), Goldtaler (Asteriscus maritimus) und eine Moosflechte (Verrucaria adriatica), die den Felsen ein schwarzes Aussehen verleiht. Ins Innere der Halbinsel, vor allem im östlichen Bereich und an der Cala Nau, schließt eine Zone von Buschland, la Garriga, an. Hier stehen neben den Mastixsträuchern noch drei Arten von Zistrosen (Cistus), Ölbaumgewächse (Phillyrea angustifolia), Erika (Erica multiflora), Süßgräser (Ampelodesma mauritanica) und Zwergpalmen (Chamaerops humilis).
Der Bereich südlich der Cala Nau stellt eine Besonderheit dar. Hier stand vor nicht allzu langer Zeit, wie auf dem übrigen westlichen Teil von Punta de n’Amer, ein geschlossenes Waldgebiet. Nach einem Brand blieb nur der äußerst westliche und der südliche Teil des Waldes Richtung Sa Coma erhalten. Zurzeit beginnt er, sich an der Cala Nau wieder zu regenerieren, so dass neben den einst waldbewohnenden Büschen auch wieder erste Aleppo-Kiefern wachsen. Der vom Brand verschonte Kiefernwald erstreckt sich teilweise bis an die Südküste der Halbinsel, wird dabei aber auch von offenem Gelände unterbrochen. Er beherbergt verschiedene Orchideenarten, die streng unter Naturschutz stehen.
Tiere sind auf Punta de n’Amer selten anzutreffen. Am häufigsten sind noch Vögel zu beobachten, wie die Mittelmeermöwe (Larus michahellis), die Krähenscharbe (Phalacrocorax aristotelis), die Blaumerle (Monticola solitarius) oder auch das Rebhuhn. Unter den wenigen Säugetieren ist der Wanderigel (Atelerix algirus vagans) hervorzuheben, eine Unterart des vor allem in Nordafrika heimischen Algerischen Igels (Atelerix algirus). Bei Sa Coma haben die Pferde und Hühner der „Rancho de Sa Coma“ zum Teil freien Auslauf.
An Bauwerken befinden sich im Naturschutzgebiet nur die Gebäude des ehemaligen Anwesens Sa Coma (Cases de Sa Coma) an der Straße Carrer de Baladres, die Ruine des Hauses sa Caseta des Moix (auch sa Caseta d’en Sagrera) am südwestlichen Meeresrand, einige Bunker aus der Zeit des Spanischen Bürgerkriegs (1936–1939) östlich des Clot d’en Rotger und am Übergang zum Platja de Sa Coma und der im Jahre 1696 fertiggestellte Wehrturm Castell de sa Punta de n’Amer in der Mitte der Halbinsel.
Durch das geschützte Gebiet führen einige Wanderwege bis zum Castell und an die felsige Küste. Die Hauptwege bis östlich zum Castell sind befahrbar. Die Küstenwege sind teilweise in ihrem Verlauf durch „Steinmännchen“ markiert. An manchen Stellen gibt es alte Mauern aus der Zeit der Bewirtschaftung der Halbinsel, sie stellen jedoch keine Hindernisse die Wanderwege betreffend dar.
An der Südostspitze von Punta de n’Amer befindet sich die Höhle sa Cova de ses Crestes, die in frühgeschichtlicher Zeit als Wohnhöhle genutzt wurde. Die Höhle war so angelegt, dass man sowohl von Land als auch vom Meer Zugang hatte. Weiter westlich, zwischen dem südlichsten Punkt der Halbinsel, Sa Proa, und dem Kap Clot d’en Rotger, liegt ein alter Steinbruch direkt am Meer. In ihm wurden Natursteine (Marès) als Baumaterial abgebaut, die unter anderem bei der Errichtung des 450 Meter entfernten Castell Verwendung fanden.

## Geschichte

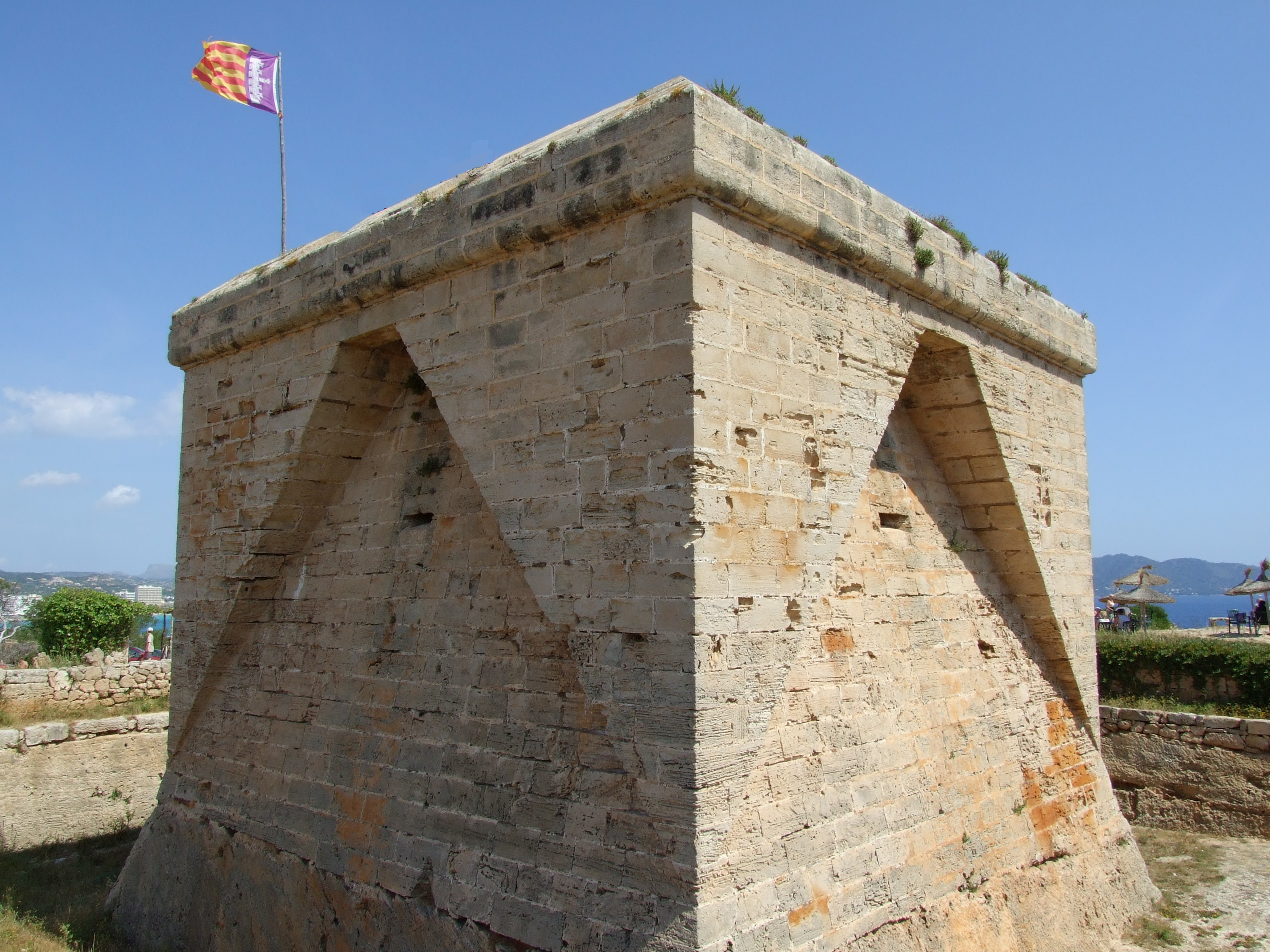
Castell de sa Punta de n’Amer

Punta de n’Amer war schon immer ein wichtiger strategischer Ort an der Ostküste. Seit etwa 1500 v. Chr. wurden die Höhlen ses Crestes und ses Pedreres an der Südküste der Halbinsel als Wohnhöhlen genutzt. Dort gefundene Keramik weist auf eine vortalayotische Besiedlung hin. Es gibt aber auch Talaiot-Fundstellen aus späterer Zeit im Zentrum der Halbinsel, wie die Reste eines Talaiot-Turmes, bezeichnet als Tancat de sa Torre, etwa 350 Meter südwestlich des Castell.
Nicht ganz 700 Meter vom östlichsten Punkt der Halbinsel entfernt wurde im 17. Jahrhundert der burgartige Wehrturm Castell de sa Punta de n’Amer errichtet. Bereits im Jahre 1585 wurde vor dem Hintergrund der ständigen Angriffe und Überfälle von Seeräubern und nordafrikanischen Piraten an Mallorcas Küsten (15. bis 18. Jahrhundert) erstmals durch den Vizekönig Lluis Vich im Rahmen einer Generalinspektion die Notwendigkeit der Errichtung eines Verteidigungsturmes auf Punta de n’Amer begründet. Nach einem erneuten großen Angriff im Jahre 1611 beschloss der Rat der Stadt Manacor, zu dessen Bereich die Halbinsel damals gehörte, 1617 den Bau des Turmes, der jedoch aus Kostengründen zunächst nicht realisiert werden konnte.

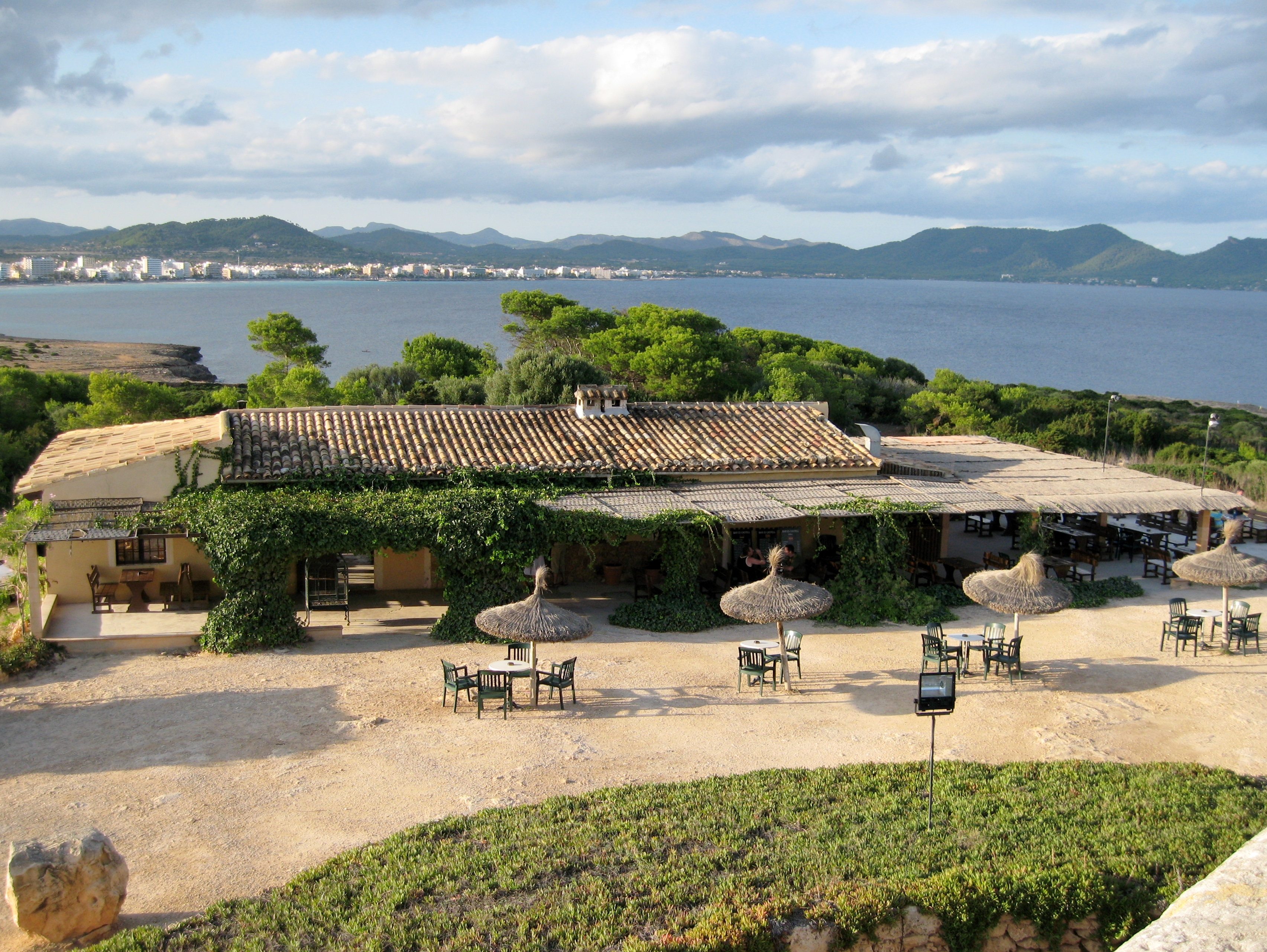
Gaststätte

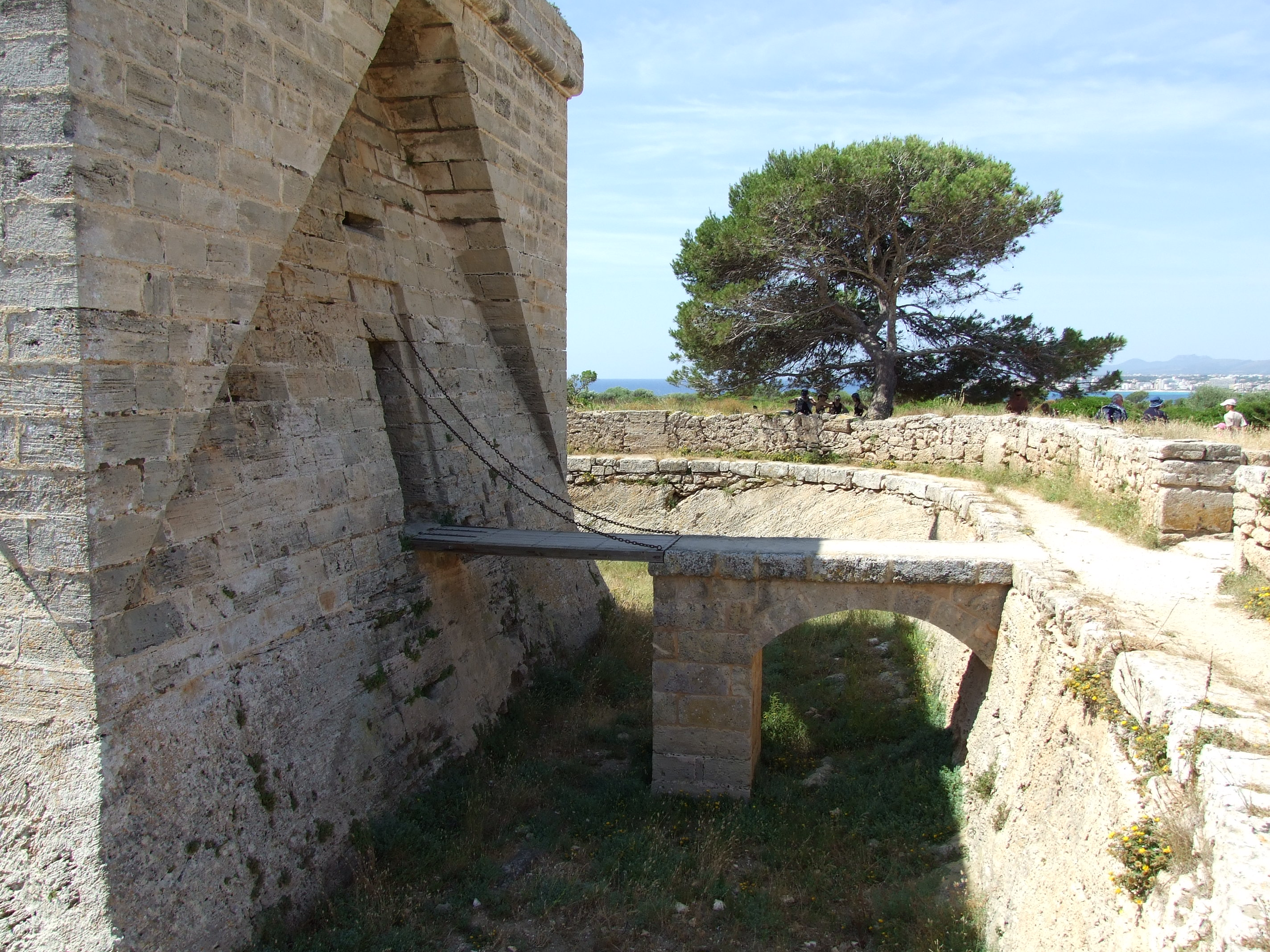
Zugbrücke des Castells

Erst 1693 wurde mit der Errichtung des Castell begonnen, nachdem am 4. September 1688 bei einem dieser Überfälle auf die Insel neben einigen Fischern auch der Kapitän von Muro (Capità de Muro) gefangen genommen wurde und der General-Rat von Mallorca danach der Unterstützung des Baus zustimmte. Der 1696 fertiggestellte Turm diente neben der direkten Verteidigung der Bewohner der Ostküste auch als Beobachtungs- und Meldeturm. Er war Teil des Küsten-Festungsnetzes Mallorcas, bestehend aus einer Vielzahl von Türmen, auf denen das Korps der Turmwächter eingesetzt war. Zum Castell gehörte noch ein Nebengebäude, in dem sich heute eine Gaststätte befindet. Mit der Abnahme der Gefahr von Angriffen Mitte des 19. Jahrhunderts wurde der Turm versteigert und ging in Privatbesitz über.
Im spanischen Bürgerkrieg von 1936 bis 1939 war die Halbinsel Punta de n’Amer ein wichtiger Stützpunkt der Armee. Das Castell diente als Nachrichten-Standort des nationalen Abhörnetzes und Vorratslager der Nationalisten. Am 16. August 1936 gelang es den republikanischen Streitkräften bei der „Schlacht um Mallorca“ auf Punta de n’Amer und bei Porto Cristo zu landen und Teile der Ostküste zu besetzen. Nach dem Verlust der Luftüberlegenheit durch die Unterstützung der Nationalisten seitens der italienischen Luftwaffe mussten die republikanischen Truppen am 12. September 1936 die kurz zuvor eingenommenen Gebiete Mallorcas wieder räumen. An der Südküste von Punta de n’Amer wurden noch während des Krieges Bunkeranlagen zur Abwehr von Angriffen von der Meerseite errichtet.

## Zugang
Das Naturschutzgebiet von Punta de n’Amer ist frei zugänglich. Es wird gebeten, auf den Wegen zu bleiben. Das Fahren von Quads ist auf der Halbinsel verboten, ebenso das Entzünden von Feuer. Ausgeschilderte Parkmöglichkeiten befinden sich am Südende von Cala Millor oder am Nordende von Sa Coma. Die Entfernungen von dort durch die Dünen und dem Wald bis zum Castell betragen etwa 1100 Meter (Cala Millor) beziehungsweise 1500 Meter (Sa Coma).

## Belege
- „Sa Punta de n’Amer“, Autor Jaume Bassa Burgdorf, Ajuntament de Sant Llorenç des Cardassar, Delegació de Turisme
- „La Punta de n’Amer“, Informationsblatt des Ajuntament de Sant Llorenç des Cardassar / Consell de Mallorca
- Web-Seite zur Beschreibung des Castells (siehe Weblinks)
- „Rutes a peu – Son Servera i Sant Llorenç“, Institut Balear del Turisme / Consell de Mallorca, Ajuntament de Sant Llorenç des Cardassar / Ajuntament de Son Servera
- Ausstellungsstücke (Bücherseiten und Karten), die sich in Schauvitrinen des Castell de sa Punta de n’Amer befinden
- Karte „Mallorca“, herausgegeben vom Consell de Mallorca
- Karte „Sant Llorenc“ des Ministerio de Medio Ambiente
- Karte „Son Servera“ des Ministerio de Medio Ambiente